# Národní park Corcovado (Chile)
Národní park Corcovado je jedním z řady chilských národních parků. Park je zajímavý pro své jedinečné přírodní podmínky fjordů, zátok, jezer, sopek a hor. Jeho podstatná část byl modelovaná ledovci. Nachází se v provincii Palena, regionu Los Lagos, jeho rozloha je 400 010,93 hektarů. Nejvyšším bodem je stejnojmenná sopka Corcovado (2300 m n. m.). Vznikl v roce 2005, především na území ve vlastnictví chilského státu. Následně byl několikrát rozšířen, další území poskytl americký podnikatel Douglas Tompkins a společnosti s ním spojené. V parku je jen několik stezek, bez vybavení pro turisty. Turistický ruch zde není tak intenzivní jako v okolních chráněných území.
Rostou zde porosty původního lesa tvořené především stálezelenými stromy Pilgerodendron uviferum a pabuky Nothofagus pumilio či Nothofagus betuloides. Z fauny lze jmenovat např. vydru jižní, vydru pobřežní, kočku tmavou, bekasinu jihoamerickou, pumu. V okolních vodách žijí delfíni, kosatky, plískavice chilská a lachtan hřivnatý.

## Fotogalerie

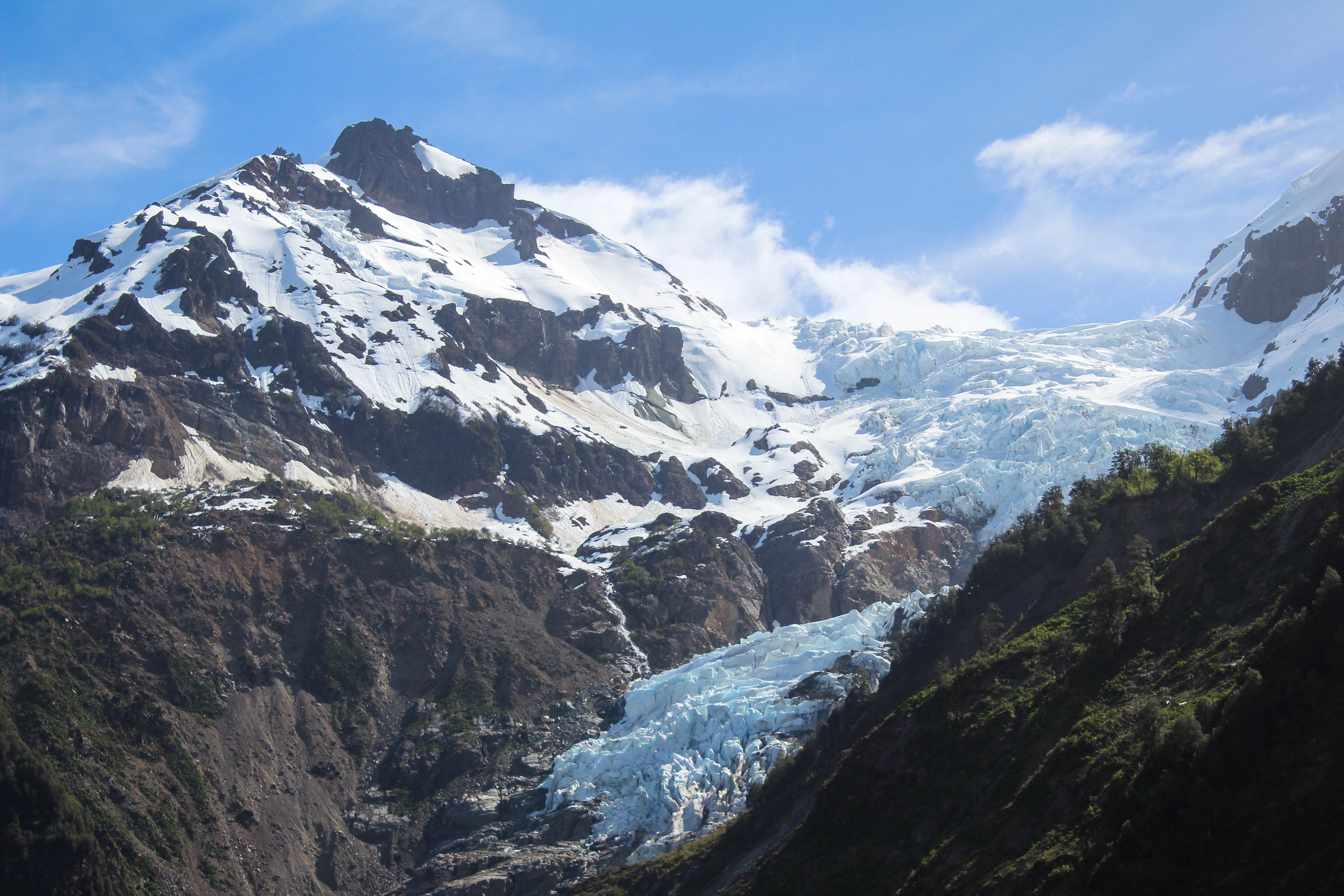
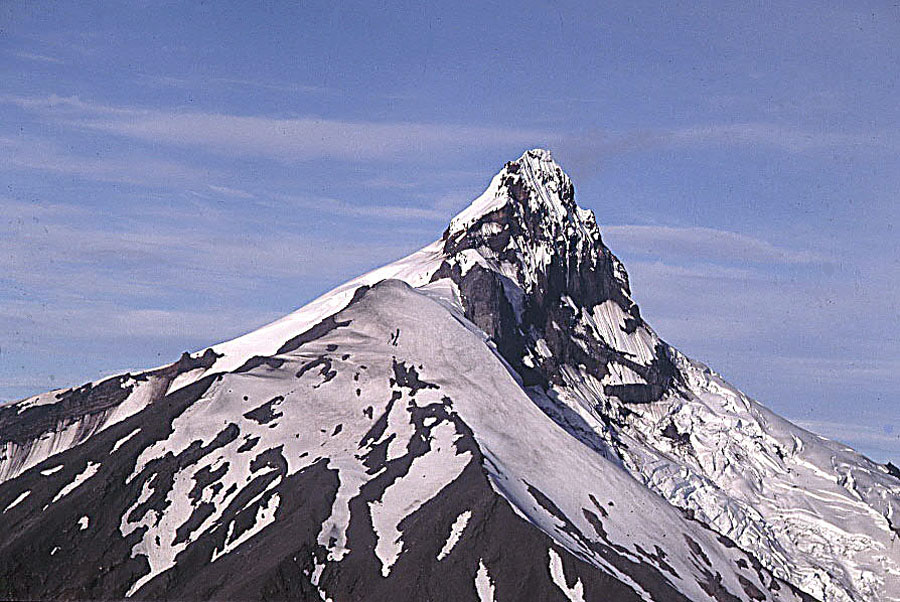
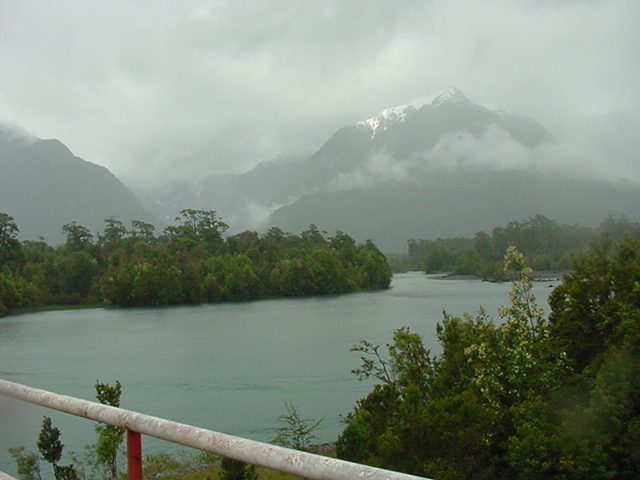
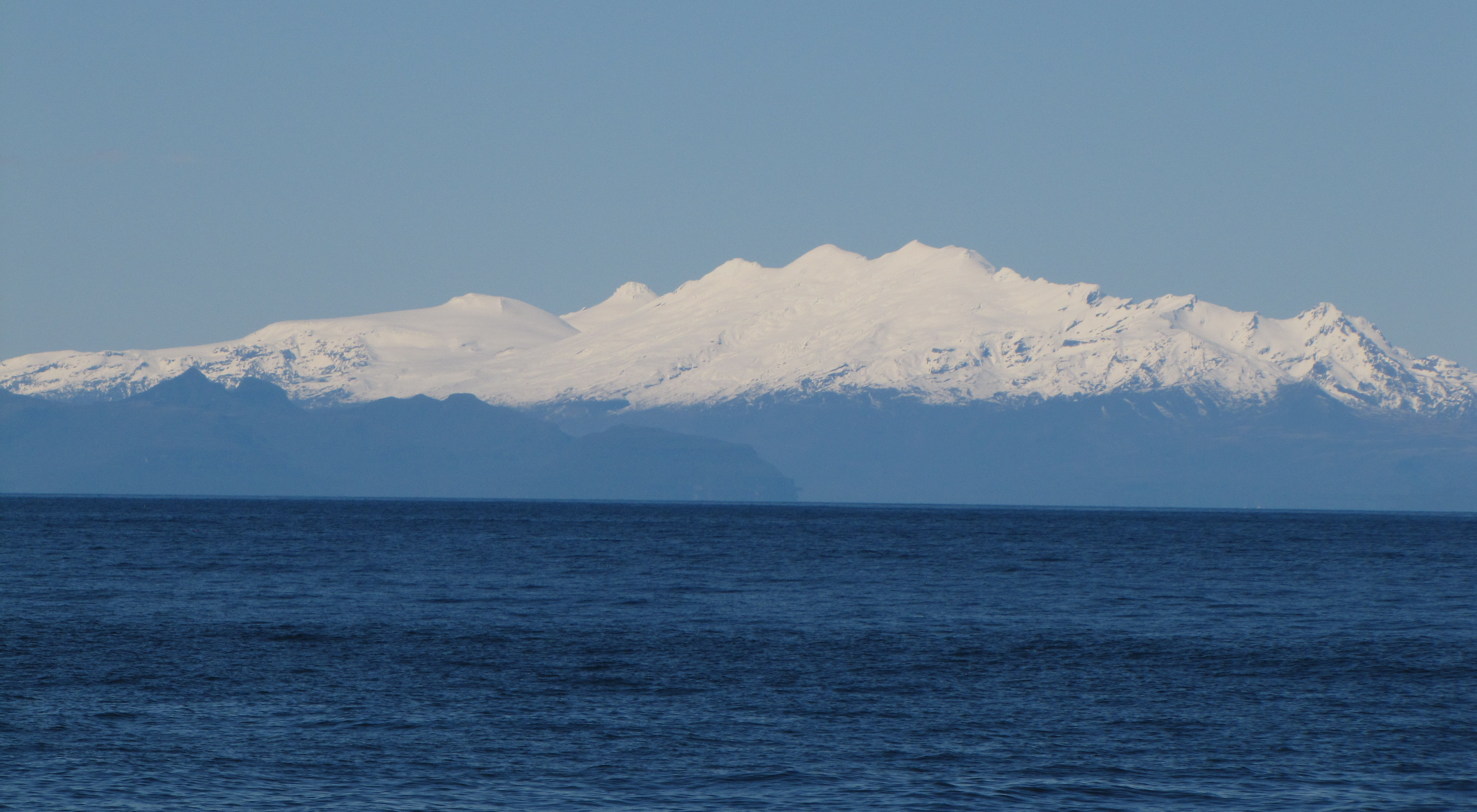